# 34393 Cindyallen
34393 Cindyallen este o planetă minoră (asteroid), cu un diametru de 6,412 km, din centura de asteroizi. A fost descoperită pe 2 septembrie 2000 la Experimental Test Site⁠(d) de Lincoln Near-Earth Asteroid Research. 
Obiectul prezintă o orbită caracterizată de o semiaxă mare de 3,1133331 UAi, o excentricitate de 0,15, o înclinație de 2,85406 ° în raport cu ecliptica.